# Marforio
Marforio is een van de zes zogenaamde ‘pratende’ beelden van Rome. Het is een marmeren beeld uit de eerste eeuw van een liggende, bebaarde riviergod, dat nu op de binnenplaats van het Palazzo Nuovo op de Capitolijn staat.

## Geschiedenis
Door het ontbreken van enige attributen werd de Marforio in het verleden vaak gezien als een representatie van Jupiter, Neptunus of de rivier de Tiber. In 1527 beschrijft de humanist Andrea Fulvio het beeld in zijn boek Antiquitatis Urbis als een riviergod die op een rots ligt. De beeldhouwer Roger Bescapè voegde hier in 1594 een interpretatie aan toe. Volgens hem zou het beeld de zeegod Oceanus voorstellen. 
De oorsprong van de naam Marforio is onzeker. Toen het werd ontdekt, had het nog steeds een granieten bassin met de inscriptie mare erin foro. De naam kan ook afgeleid zijn van het gebied waar het beeld werd gevonden, het Forum Martis. Een derde mogelijkheid is een verwijzing naar de familie Marioli (ook Marfuoli). Deze familie had grond in bezit bij de Mamertijnse gevangenis, waarvoor de Marforio tot 1588 stond. Ook bij Andrea Fulvio vinden we een verklaring voor de naam Marforio. Volgens hem is het een verbastering van het woord Nar Fluvius. Als de grootste zijrivier van de Tiber droeg de huidige rivier de Nera destijds deze naam.
Marforio is al sinds de twaalfde eeuw een bezienswaardigheid in Rome. De historicus Poggio Bracciolini beschreef hem als een overgebleven standbeeld uit de oudheid. In het begin van de zestiende eeuw stond het op het forum bij de Boog van Septimius Severus, waar de genoemde auteurs het beeld zagen. Op deze locatie bestudeerde en tekende Maarten van Heemskerck het kunstwerk. Paus Sixtus V liet het beeld in 1588 naar het Piazza di San Marco en in 1594 naar het Piazza del Campidoglio verplaatsen. Daar versierde Marforio een fontein tegen de muur van de kerk van Santa Maria in Aracoeli met uitzicht op het Palazzo dei Conservatori. Deze fontein was ontworpen door Michelangelo en uitgevoerd door Giacomo della Porta. In 1644 werd het beeld voor het laatst verplaatst. Paus Innocentius X liet het naar de binnenplaats van het Palazzo Nuovo brengen waar het onderdeel werd van een fontein. 
Net als bij de andere ‘pratende’ beelden in Rome werden in de vijftiende en zestiende eeuw pasquinades, beledigende of spottende geschriften, bij Maforio gehangen. De meeste spotverzen, geschreven in dialoogvorm, waren gericht tegen onaanvaardbaar gedrag van de machthebbers.

## Afbeeldingen

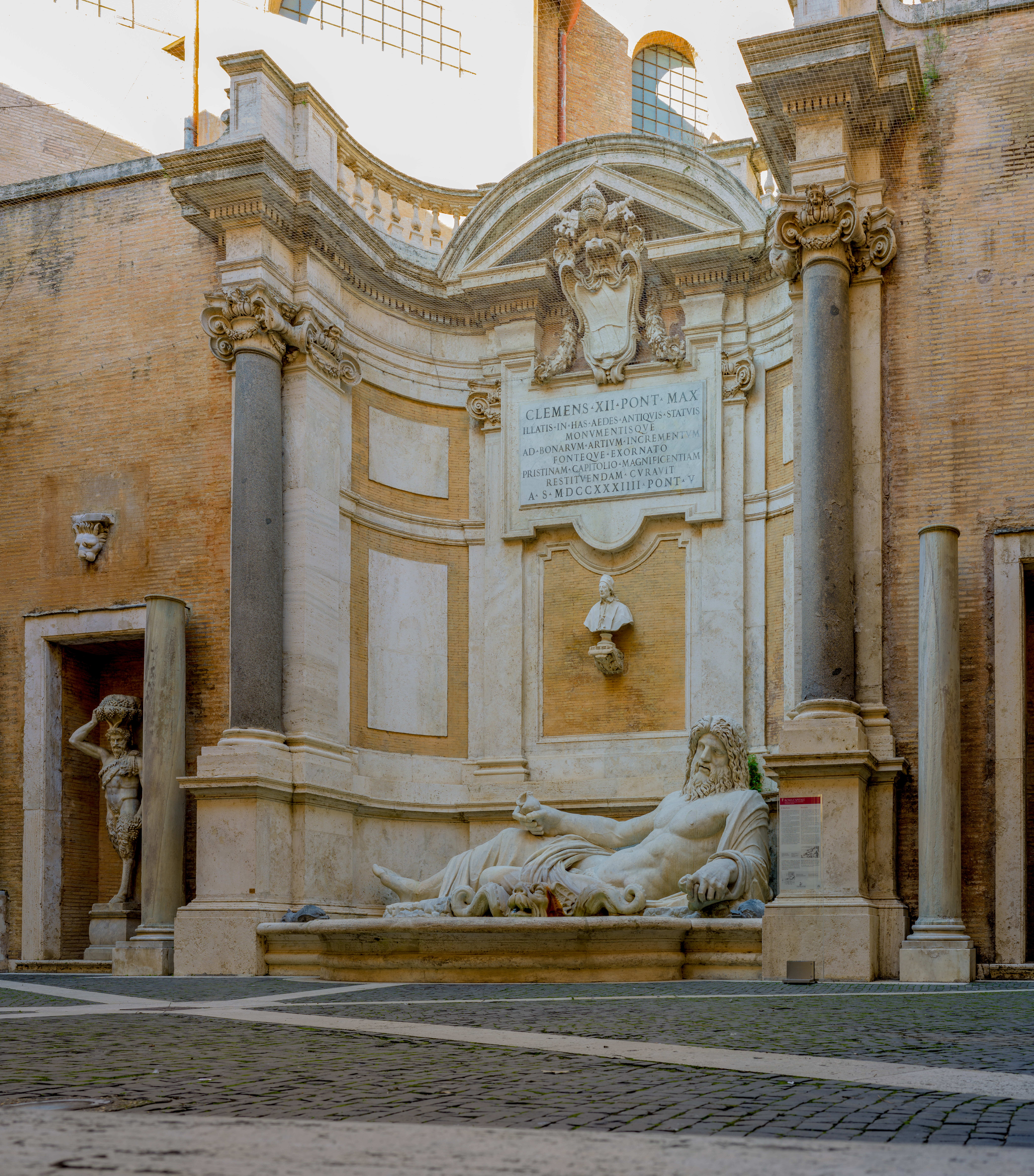
Binnenplaats van het Palazzo Nuovo
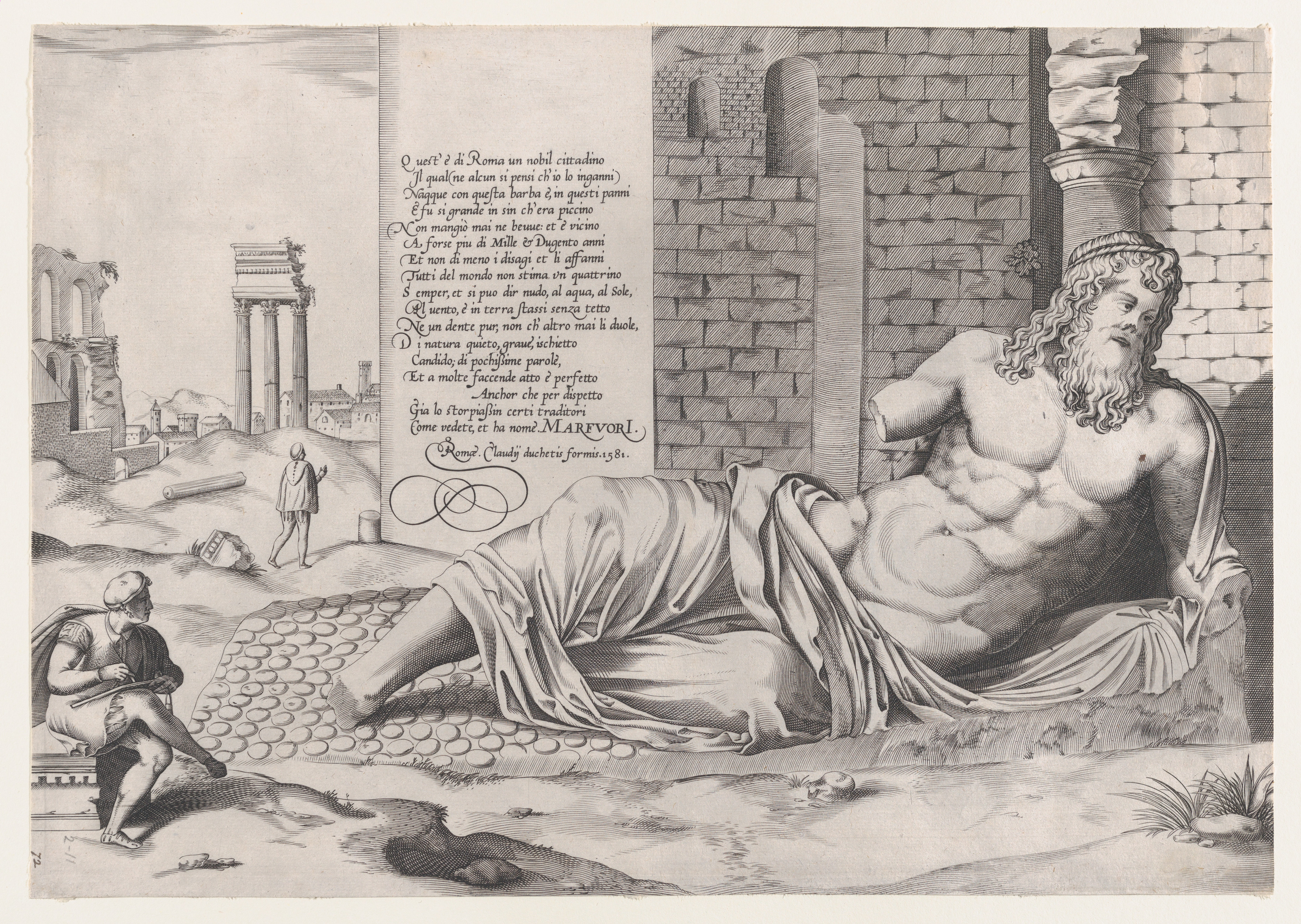
Ets uit de 16e eeuw, uit de Speculum Romanae Magnificentiae